# Mahalakshmi Iyer
Mahalakshmi Iyer (n. en Kozhikode) es una cantante india que registró su mayoría de sus canciones para el cine de Bollywood, conocida por sus versiones en hindi, en tamil y en otras lenguas.
Hija de un especialista en la música clásica de la India ha estudiado este arte con Pandit Gautam Madhusudan y Ratan Mohan Sharma, además de sus estudios de negocios.
Ella comenzó a grabar su primera canción en 1992, solo dirigido para jingles en Mumbai, en la que interpretó en lengua hindi y Madras, también en tamil. Esto le permitió ser vista por AR Rahman en 1997 por el que grabó una canción para la película titulada, Dil Se. Además grabó una canción para otra película junto a un trío de compositores como Shankar, Ehsaan y Loy. Luego trabajó con otros compositores de prestigio en la industria cinematográfica de la India: Anu Malik de Yaadein y Kreem de Sur: The Melody of Life.
Fuera del cine, trabajó con Deep Forest en la India para publicar otro álbum bajo el sello de Music Detected. En 2006, lanzó su álbum titulado Dance Forever Masti por Shankar, Ehsaan y Loy, donde promocionaron 3 canciones.

## Discografía
Para el cine indio:
- 1997: Dus avec Shankar, Ehsaan et Loy.
- 1998: Dil Se avec A.R. Rahman
- 1999: Mudhalvan avec A.R. Rahman
- 1999: Love You Hamesha avec A.R. Rahman
- 1999: Devi avec Devi Sri Prasad.
- 1999: Dillagi
- 2000: Kandukondain Kandukondain avec A.R. Rahman
- 2000: Mission Kashmir avec Shankar, Ehsaan et Loy.
- 2001: Yaadein avec Anu Malik.
- 2002: Little John avec Pravin Mani.
- 2002: Sur : The Melody of Life avec Kreem.
- 2002: Shakti : The Power avec Ismail Darbar et Anu Malik.
- 2002: Saathiya avec A.R. Rahman
- 2003: Kaash... Hamara Dil Pagal Na Hota avec Hirju Roy.
- 2003: Bas Yun Hi avec Marlyn D’Souza.
- 2003: Chura Liyaa Hai Tumne avec Himesh Reshammiya.
- 2003: Armaan avec Shankar, Ehsaan et Loy.
- 2003: Supari avec Vishal Dadlani.
- 2003: Jhankaar Beats  avec Vishal Dadlani et Shekhar Ravjiani.
- 2003: Mumbai Se Aaya Mera Dost avec Anu Malik.
- 2003: Kuch Naa Kaho  avec Shankar, Ehsaan et Loy.
- 2003: Tagore avec Mani Sharma.
- 2003: Aanch avec Darshan Rathod et Sanjeev Rathod.
- 2004: Kyun...! Ho Gaya Na avec Shankar, Ehsaan et Loy.
- 2004: Popcorn Khao! Mast Ho Jao avec Vishal Dadlani et Shekhar Ravjiani.
- 2005: Subhash Chandra Bose avec Mani Sharma.
- 2005: Daas avec Yuvan Shankar Raja.
- 2005: Bunty Aur Babli  avec Shankar, Ehsaan et Loy.
- 2005: Dus  avec Vishal Dadlani et Shekhar Ravjiani.
- 2005: Athadu avec Mani Sharma.
- 2005: Salaam Namaste avec Vishal Dadlani et Shekhar Ravjani.
- 2005: Dil Jo Bhi Kahey avec Shankar, Ehsaan et Loy.
- 2005: Neal'N'Nikki avec Salim Merchant et Suleman Merchant.
- 2006: Fanaa avec Jatin-Lalit.
- 2006: Kabhi Alvida Naa Kehna avec Shankar, Ehsaan et Loy.
- 2007: Jhoom Barabar Jhoom avec Shankar, Ehsaan et Loy.

Autores:
- 2002: Music Detected sur le titre India avec Deep Forest.
- 2006: Dance Masti Forever de Shankar, Ehsaan et Loy.

- Datos: Q533341
- Multimedia: Mahalakshmi Iyer / Q533341